# Тлаленг Мофокенг
Тлаленг Мофокенг — южноафриканский врач, специальный докладчик ООН по праву на здоровье. Выступает за всеобщий доступ к здравоохранению и лечению ВИЧ. В 2021 году она была названа одной из 100 женщин Би-би-си.

## Ранняя жизнь и образование
Мофокенг родилась в Квакве. Она была училась на медицинском факультете Университета Квазулу-Натал имени Нельсона Р. Манделы, закончила обучение в 2007 году и работала врачом в департаменте здравоохранения Гаутенга. Мофокенг работала педиатром в Академической больнице имени Шарлотты Максеке в Йоханнесбурге и клиниках Вест-Рэнда, а также руководила различными медицинскими службами.

## Карьера
В рамках Higher Education and Training HIV/AIDS Program (HEAIDS) Мофокенг работала над серией образовательных видео, посвящённых смягчению последствий ВИЧ в Южной Африке. Она также представляла медицинские документальные фильмы для «Аль-Джазиры». В 2015 году Мофокенг присоединилась к компании International SOS, где отвечала за медицинское обслуживание в Йоханнесбурге. В этом качестве она занимала пост председателя Коалиции сексуального и репродуктивного правосудия Южной Африки.
Мофокенг сосредоточила своё внимание на гендерном равенстве, здоровье новорожденных и контроле ВИЧ. В 2017 году на была назначена руководителем организации Global Doctors for Choice в своей стране и в 2019 году — комиссаром по гендерному равенству. Она подала иск о домашнем насилии в суд, воспользовавшись услугами Комитета по ликвидации дискриминации в отношении женщин.
В июле 2020 года Мофокенг была назначена специальным докладчиком ООН по вопросу о праве на здоровье. Она первая женщина и первая африканка, занявшая эту должность. Мофокенг была назначена в совет директоров Международного партнёрства по микробицидам в 2021 году и является заслуженным преподавателем Джорджтаунского университета.
Мофокенг известна под именем «Доктор Т.». Её первая книга «Доктор Т.: Руководство по сексуальному здоровью и удовольствию», ставшая бестселлером, была опубликована издательством Пикадор в 2021 году. Согласно газете Sunday Sun, «волшебство заключено в её теплой, материнской, уязвимой и непредвзятой подаче материала». Она возглавляет разработку Sentebale, мобильного приложения, которое поддерживает физическое и психическое благополучие пострадавших от ВИЧ молодых африканцев.
Мофокенг — сторонница всеобщего доступа к здравоохранению и здоровья подростков. Она советник Центра гендерных вопросов и здоровья Международного института глобального здравоохранения при Университете ООН.

## Прочая деятельность
- Фонд Билла и Мелинды Гейтс, член Консультативной группы Goalkeepers Initiative (с 2022 года)[16].

## Награды и почести
- 2016: Mail &amp; Guardian, топ-200 молодых южноафриканцев[17]
- 2016: Фонд Билла и Мелинды Гейтс, «120 до 40 лет»[5]
- 2017: Молодёжная премия Африки самым влиятельным молодым африканцам[9]
- 2018: Старший научный сотрудник Института Аспена «Новые голоса»[18][19]
- 2021: 100 женщин Би-би-си[18]